# XB-59 (航空機)

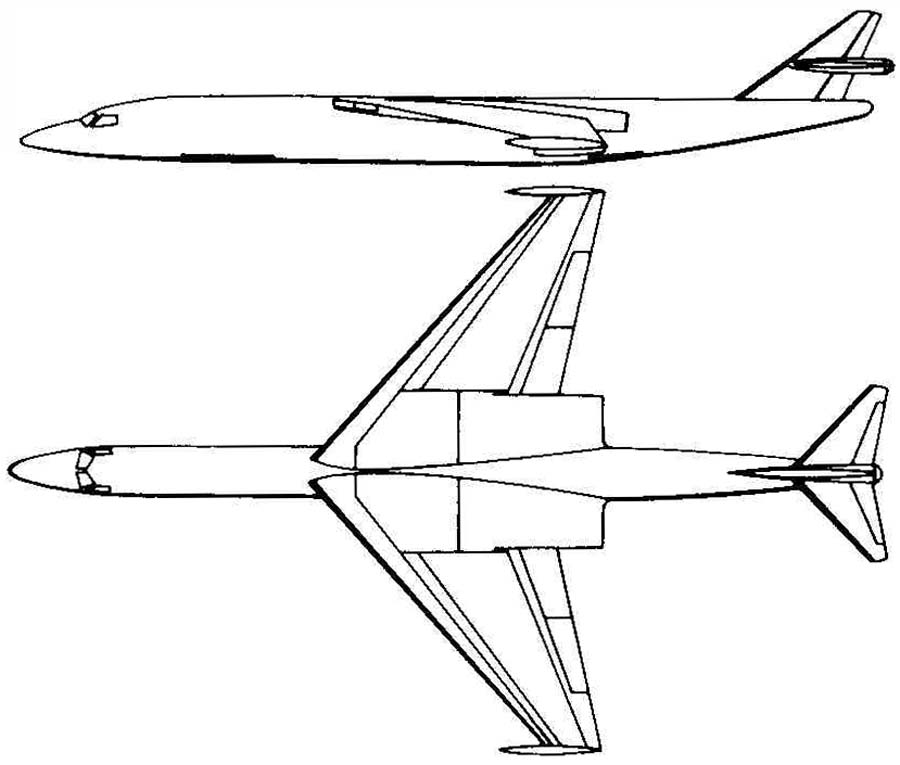
XB-59

XB-59（Boeing XB-59）はボーイングが計画した爆撃機。計画のみに終わった。
アメリカ空軍の爆撃機B-47ストラトジェットの後継として、搭乗員3名、マッハ2の速力を誇る4発超音速爆撃機として1951年に計画されたが、1952年夏、性能に勝るコンベアXB-58の制式採用が宣言され、試作もなされずキャンセルされた。
ランディングギアの形状はB-47やB-52と似通っていた。

## 要目
- 全長：37.6m
- 全幅：24.8m
- 全高：7.7m
- エンジン：ゼネラル・エレクトリック J73-X24A ターボジェットエンジン 4基
- 乗員：3名
- 最大離陸重量：67,180kg
- 飛行性能（理論値）
  - 航続距離（最大）：4000km （7400km）
  - 最大速力：1930km/h （M2）
  - 巡航速力：965km/h
- 武装
  - 機銃：30mm × 1
  - 爆弾：4.5t - 5t

参考文献：True supersonics! / Boeing XB-59